# Potosi
Potosí je mesto v južnem delu Bolivije in najvišje ležeče mesto na Zemlji. S svojimi 4090 m leži pol kilometra višje kakor Lhasa v Tibetu. Leži pod goro Cerro de Potosí, bolj znano kot Cerro Rico (»bogata gora«), kjer so bila nekoč izredno bogata nahajališča srebra. V srednjem veku je bilo območje glavni vir srebra za španski imperij, zaradi česar je bil Potosí kljub negostoljubnemu podnebju eno največjih in najbogatejših mest na svetu.
Zaloge srebra so bile v začetku 19. stoletja izčrpane, zato danes namesto srebra kopljejo cink. Zaradi slikovite arhitekture in bogate kulturne dediščine je mesto uvrščeno na seznam Unescove kulturne dediščine.